# Onglée
Ne doit pas être confondu avec onglet.
L’onglée est une conséquence douloureuse mais bénigne du froid sur les extrémités des doigts. L'onglée est une affection présente chez les alpinistes, et tous ceux qui sont amenés à travailler ou avoir des activités dans le froid.

## Cause
Un grand froid ou une brusque baisse de la température entraîne un rétrécissement des vaisseaux sanguins localisés à la pointe des doigts. La douleur apparaît lorsque la hausse de la température permet le retour du sang, de manière brutale, dans ces extrémités, provoquant alors engourdissement et douleur. Cette phase peut s'accompagner de nausées.

## Sources